# Genadendal
Genadendal je město ležící na jihozápadě Jihoafrické republiky.
Město bylo založeno roku 1738 jako misijní stanice Moravských bratří mezi Hotentoty. Stanici, první v této části Afriky, založil Jiří Šmíd (Georg Schmidt, 1709–1785), pobělohorský exulant pocházející z Kunína. Po sedmi letech jeho působení byl nepřátelskými bílými kolonisty z osady vypuzen. Další misionáři z této církve přišli do Genadendalu až v roce 1792.

## Muzeum
Ve městě se nachází Muzeum moravské misie (Morawiese Sendingsmuseum).

## Významní rodáci
- Isaac Balie